# Eusiphon
Eusiphon là chi thực vật có hoa trong họ Acanthaceae.